# Municipio de Mannington
El municipio de Mannington (en inglés: Mannington Township) es un municipio ubicado en el condado de Salem  en el estado estadounidense de Nueva Jersey. En el año 2010 tenía una población de 1806 habitantes y una densidad poblacional de 18 personas por km².

## Geografía
El municipio de Mannington se encuentra ubicado en las coordenadas 39°27′30″N 75°26′59″O / 39.45833, -75.44972.

## Demografía
Según la Oficina del Censo en 2000 los ingresos medios por hogar en el municipio eran de $52,625 y los ingresos medios por familia eran $62,500. Los hombres tenían unos ingresos medios de $45,714 frente a los $29,727 para las mujeres. La renta per cápita para la localidad era de $24,262. Alrededor del 6.9% de la población estaba por debajo del umbral de pobreza.